# Open Handset Alliance
Опен хандсет алајанс (енгл. Open Handset Alliance - OHA) је конзорцијум 84 компаније, чији циљ је развој отворених стандарда за мобилне уређаје. Међу члановима су Ха-Те-Це, Сони, Дел, Интел, Моторола, Кволком, Тексас инструментс, Гугл, Самсунг електроникс, Ел-Џи електроникс, Ти-мобајл, Спринт корпорејшн, Енвидија и Винд ривер системс.
Удружење су основале 5. новембра 2007. године 34 компаније, предвођене компанијом Гугл. Међу њима су били произвођачи мобилних уређаја, компаније које се баве развојем апликација, неки мобилни оператери и произвођачи чипова. Андроид као водећи (енгл. flagship) софтвер ове алијансе је заснован на лиценци отвореног кода и такмичи се са мобилним платформама компанија Епл, Мајкрософт, Нокија (Симбијан), Хјулет-Пакард (раније Палм), Самсунг електроникс/Интел (Тизен, Бада) и Блекбери.
Као део напора да се промовише јединствена Андроид платформа, чланицама ОХА није дозвољено да производе телефоне које покрећу некомпатибилне верзије Андроида.

## Производи
Упоредо са објавом формирања ОХА, 5. новембра 2007. године, представљен је Андроид, мобилна платформа отвореног кода заснована на Линукс језгру. Први су увид у СДК имали програмери, 12. новембра 2007. године.
Први комерцијално доступан Андроид телефон био је Ха-Те-Це Дрим (енгл. HTC Dream), такође познат и као Ти-Мобајл Ге 1 (енгл. T-Mobile G1). Федерална комисија за комуникације (енгл. Federal Communications Commission - FCC) је одобрила овај модел 18. августа 2008. године и постао је доступан 22. октобра 2008. године.